# Cantone di Thénezay
Il Cantone di Thénezay era una divisione amministrativa dell'arrondissement di Parthenay.
A seguito della riforma approvata con decreto del 18 febbraio 2014, che ha avuto attuazione dopo le elezioni dipartimentali del 2015, è stato soppresso.

## Composizione
Comprendeva i comuni di:
- Aubigny
- Doux
- La Ferrière-en-Parthenay
- Lhoumois
- Oroux
- La Peyratte
- Pressigny
- Saurais
- Thénezay